# Discografia di Artie 5ive
La discografia di Artie 5ive, rapper italiano di origini sierraleonesi, è costituita da due album in studio, due EP e trentacinque singoli  (inclusi quelli come artista ospite), pubblicati dal 2020.

## Album in studio
| Anno                                                         | Titolo | Classifiche | Classifiche | Certificazioni |
| Anno                                                         | Titolo | ITA         | SWI         | Certificazioni |
| ------------------------------------------------------------ | --- | ----------- | ----------- | -------------- |
| 2023                                                         | Motivation 4 the Streetz (con Rondodasosa) - Pubblicato: 8 dicembre 2023 - Etichetta: Warner Music Italy - Formati: CD, download digitale, 2 LP, streaming | 4           | —           | - ITA: Oro     |
| 2025                                                         | La bellavita - Pubblicato: 28 marzo 2025 - Etichetta: Warner Music Italy - Formati: CD, download digitale, LP, streaming                                   | 1           | 19          | - ITA: Platino |
| "—" indica una pubblicazione non classificata in quel paese. | |             |             |                |

## Extended play
| Anno                                                         | Titolo | Classifiche | Certificazioni |
| Anno                                                         | Titolo | ITA         | Certificazioni |
| ------------------------------------------------------------ | --- | ----------- | -------------- |
| 2023                                                         | Aspettando la bella vita - Pubblicato: 5 maggio 2023 - Etichetta: Warner Music Italy - Formati: CD, download digitale, streaming | 8           | - ITA: Platino |
| 2025                                                         | Big 5 - Pubblicato: 18 luglio 2025 - Etichetta: Warner Music Italy - Formati: CD, download digitale, streaming                   | —           |                |
| "—" indica una pubblicazione non classificata in quel paese. | |             |                |

## Singoli

### Come artista principale
| Anno                                                         | Titolo                                   | Classifiche | Certificazioni     | Album di provenienza                        |
| Anno                                                         | Titolo                                   | ITA         | Certificazioni     | Album di provenienza                        |
| ------------------------------------------------------------ | ---------------------------------------- | ----------- | ------------------ | ------------------------------------------- |
| 2020                                                         | Finché siamo sbronzi                     | —           |                    | Aspettando la bella vita (Before and After) |
| 2020                                                         | Red Bandana                              | —           |                    | Aspettando la bella vita (Before and After) |
| 2020                                                         | Calabasas (feat. Sneccio)                | —           |                    | Aspettando la bella vita (Before and After) |
| 2021                                                         | Così parlò Artie 5ive                    | —           |                    | /                                           |
| 2022                                                         | Fiaccola                                 | —           |                    | /                                           |
| 2022                                                         | Murder Dance                             | —           |                    | /                                           |
| 2022                                                         | Ready Rock                               | —           |                    | Aspettando la bella vita (Before and After) |
| 2022                                                         | Paramedici                               | —           |                    | Aspettando la bella vita (Before and After) |
| 2022                                                         | Tookie Williams                          | —           |                    | Aspettando la bella vita (Before and After) |
| 2023                                                         | 2 minuti                                 | —           |                    | Aspettando la bella vita (Before and After) |
| 2023                                                         | ALBV                                     | 77          | - ITA: Oro         | Aspettando la bella vita (Before and After) |
| 2023                                                         | Eyes of the Tiger (con Rondodasosa)      | —           |                    | Aspettando la bella vita (Before and After) |
| 2023                                                         | Top G (feat. Sacky)                      | 34          | - ITA: Platino     | Aspettando la bella vita (Before and After) |
| 2023                                                         | Cadillac (con Boro e Andry the Hitmaker) | 1           | - ITA: Platino (2) | Bendicion                                   |
| 2023                                                         | Finché non arriva la bella vita          | —           |                    | Aspettando la bella vita (Before and After) |
| 2023                                                         | Red&Blue (con Rondodasosa)               | 55          |                    | Motivation 4 the Streetz                    |
| 2023                                                         | Guru del business (con Rondodasosa)      | 88          |                    | Motivation 4 the Streetz                    |
| 2024                                                         | Santi qua                                | —           |                    | /                                           |
| 2024                                                         | 00                                       | 7           | - ITA: Platino     | La bellavita                                |
| 2024                                                         | Ad maiora                                | —           |                    | /                                           |
| 2024                                                         | Milano Testarossa (feat. Guè)            | 20          | - ITA: Oro         | La bellavita                                |
| 2024                                                         | 64 barre in faccia (Red Bull 64 Bars)    | 63          |                    | /                                           |
| 2024                                                         | Per sempre (feat. Bresh)                 | 41          |                    | /                                           |
| 2024                                                         | Bambola (feat. Niky Savage)              | 9           | - ITA: Oro         | La bellavita                                |
| 2025                                                         | Pietà (feat. Kid Yugi)                   | 10          |                    | La bellavita                                |
| "—" indica una pubblicazione non classificata in quel paese. |                                          |             |                    |                                             |

### Come artista ospite
| Anno                                                         | Titolo | Classifiche | Certificazioni | Album di provenienza |
| Anno                                                         | Titolo | ITA         | Certificazioni | Album di provenienza |
| ------------------------------------------------------------ | --- | ----------- | -------------- | -------------------- |
| 2022                                                         | DEM (Kid Yugi feat. Tony Boy e Artie 5ive)                                                                                                   | —           | - ITA: Oro     | The Globe            |
| 2023                                                         | Ready 4 War (Rondodasosa feat. Artie 5ive)                                                                                                   | —           |                | Trenches Baby        |
| 2023                                                         | Players Club '23 (Knight of the Posse) (Night Skinny feat. Nerissima Serpe, Artie 5ive, Tony Boy, Papa V, Low-Red, Digital Astro e Kid Yugi) | 59          |                | /                    |
| 2023                                                         | Metropolitana (Nerissima Serpe feat. Artie 5ive)                                                                                             | —           |                | /                    |
| 2023                                                         | Rocket (Vale Pain feat. Artie 5ive) | 55          | - ITA: Oro     | Estate in città      |
| 2023                                                         | Paninaro (Digital Astro feat. Tony Boy e Artie 5ive)                                                                                         | 29          | - ITA: Oro     | Astro Deluxe         |
| 2024                                                         | Los diablos (Sacky feat. Artie 5ive e 167 Gang)                                                                                              | —           |                | Balordo (Deluxe)     |
| 2024                                                         | Non la sopporto (Papa V feat. Artie 5ive) | —           |                | Trap fatta bene      |
| 2024                                                         | Players Club '24 (Night Skinny feat. Low-Red, Tony Boy, Papa V, Nerissima Serpe, Artie 5ive, Kid Yugi e Astro)                               | 59          |                | Containers           |
| 2025                                                         | Milly (Rue Diego feat. Artie 5ive) | —           |                | Riscatto             |
| "—" indica una pubblicazione non classificata in quel paese. | |             |                |                      |

## Altri brani entrati in classifica e/o certificati
| Anno                                                         | Titolo                                        | Classifiche | Certificazioni     | Album di provenienza     |
| Anno                                                         | Titolo                                        | ITA         | Certificazioni     | Album di provenienza     |
| ------------------------------------------------------------ | --------------------------------------------- | ----------- | ------------------ | ------------------------ |
| 2023                                                         | Anelli e collane (feat. Anna)                 | 26          | - ITA: Platino (2) | Aspettando la bella vita |
| 2023                                                         | Hoodrich (con Rondodasosa)                    | 23          | - ITA: Oro         | Motivation 4 the Streetz |
| 2023                                                         | Nulla accade (feat. Capo Plaza)               | 49          |                    | Motivation 4 the Streetz |
| 2023                                                         | Boulevard                                     | 25          | - ITA: Oro         | Motivation 4 the Streetz |
| 2025                                                         | Intro (La bella vita)                         | 32          |                    | La bellavita             |
| 2025                                                         | Montecarlo                                    | 15          |                    | La bellavita             |
| 2025                                                         | Brazy                                         | 18          |                    | La bellavita             |
| 2025                                                         | Ogni amico mio                                | 41          |                    | La bellavita             |
| 2025                                                         | Sogno americano                               | 3           | - ITA: Oro         | La bellavita             |
| 2025                                                         | FW/SS25 (Freestyle)                           | 8           |                    | La bellavita             |
| 2025                                                         | Tu                                            | 34          |                    | La bellavita             |
| 2025                                                         | Are U Crazy? (feat. Capo Plaza)               | 21          |                    | La bellavita             |
| 2025                                                         | Dodge Durango                                 | 30          |                    | La bellavita             |
| 2025                                                         | Litorale (feat. Guè)                          | 38          |                    | La bellavita             |
| 2025                                                         | Davverodavvero                                | 36          |                    | La bellavita             |
| 2025                                                         | Milano a Ferragosto                           | 57          |                    | La bellavita             |
| 2025                                                         | Mama                                          | 76          |                    | La bellavita             |
| 2025                                                         | Marlboro                                      | 52          |                    | Big 5                    |
| 2025                                                         | Life is life (feat. Nerissima Serpe e Papa V) | 31          |                    | Big 5                    |
| 2025                                                         | Fucili & macchinoni                           | 59          |                    | Big 5                    |
| 2025                                                         | 7eleven                                       | 18          |                    | Big 5                    |
| 2025                                                         | Malavita                                      | 83          |                    | Big 5                    |
| "—" indica una pubblicazione non classificata in quel paese. |                                               |             |                    |                          |

## Collaborazioni
| Anno                                                         | Titolo | Classifiche | Certificazioni | Album di provenienza        |
| Anno                                                         | Titolo | ITA         | Certificazioni | Album di provenienza        |
| ------------------------------------------------------------ | --- | ----------- | -------------- | --------------------------- |
| 2023                                                         | Porto il commerciale (Kid Yugi e Night Skinny feat. Artie 5ive)                                                             | 95          | - ITA: Platino | Quarto di bue               |
| 2023                                                         | Victoria (Tony Boy feat. Artie 5ive)                                                                                        | 91          | - ITA: Oro     | Umile (Deluxe)              |
| 2023                                                         | Puntino (Sadturs e Kiid feat. Artie 5ive)                                                                                   | —           |                | No Regular Music            |
| 2023                                                         | Le bambine fanno oh (Sadturs e Kiid feat. Nerissima Serpe, Anna, Papa V e Artie 5ive)                                       | 28          |                | No Regular Music            |
| 2023                                                         | Clap clap (Sadturs e Kiid feat. Artie 5ive e Niky Savage)                                                                   | 48          | - ITA: Oro     | No Regular Music            |
| 2023                                                         | Chosen One (Sadturs e Kiid feat. Lito, Digital Astro e Artie 5ive)                                                          | —           |                | No Regular Music            |
| 2024                                                         | Fortuna (Tony Boy feat. Artie 5ive)                                                                                         | 41          | - ITA: Oro     | Nostalgia (export)          |
| 2024                                                         | Capra a tre teste (Kid Yugi feat. Tony Boy e Artie 5ive)                                                                    | 21          | - ITA: Oro     | I nomi del diavolo          |
| 2024                                                         | La cassa (Capo Plaza feat. Artie 5ive)                                                                                      | 28          |                | Ferite                      |
| 2024                                                         | I Love It (Anna feat. Artie 5ive)                                                                                           | 3           | - ITA: Platino | Vera Baddie                 |
| 2024                                                         | Weekend (Sadturs e Kiid feat. Ghali e Artie 5ive)                                                                           | —           |                | No Regular Music (Deluxe)   |
| 2024                                                         | 1234 Posse (Sadturs e Kiid feat. Faneto, Artie 5ive, Digital Astro, Niky Savage, Lito, Low-Red, Kid Yugi e Rrari dal Tacco) | —           |                | No Regular Music (Deluxe)   |
| 2024                                                         | Casanova (Lazza feat. Artie 5ive)                                                                                           | 8           |                | Locura                      |
| 2024                                                         | Palm Angels (Vale Lambo feat. Artie 5ive)                                                                                   | —           |                | Lamborghini a via Marina    |
| 2024                                                         | Dissennatori (Melons feat. Artie 5ive)                                                                                      | —           |                | Osama 2                     |
| 2024                                                         | Numero 5 (Night Skinny feat. Artie 5ive)                                                                                    | 17          |                | Containers                  |
| 2024                                                         | Nella trap (Night Skinny feat. Artie 5ive, Capo Plaza e Tony Effe)                                                          | 6           |                | Containers                  |
| 2024                                                         | True Story (Night Skinny feat. Noyz Narcos, Papa V e Artie 5ive)                                                            | 38          |                | Containers                  |
| 2024                                                         | Sotto pressione (Faneto feat. Artie 5ive)                                                                                   | —           |                | No Pressure, No Diamonds    |
| 2024                                                         | Gomorra (167 Gang feat. Artie 5ive)                                                                                         | —           |                | In piazza ci muori          |
| 2024                                                         | Per te lascio il party (Tony Boy feat. Artie 5ive)                                                                          | 35          |                | Going Hard 3                |
| 2025                                                         | Akrapovič (Guè feat. Artie 5ive)                                                                                            | 3           |                | Tropico del Capricorno      |
| 2025                                                         | Samsung (Papa V, Nerissima Serpe e Fritu feat. Artie 5ive)                                                                  | 35          |                | Mafia Slime 2               |
| 2025                                                         | Money on My Mind (Jake La Furia feat. Artie 5ive e Rose Villain)                                                            | 23          |                | Fame                        |
| 2025                                                         | Donna vera (Icy Subzero feat. Artie 5ive)                                                                                   | —           |                | Anno zero                   |
| 2025                                                         | Non andare via (Melons feat. Artie 5ive)                                                                                    | —           |                | Osama 3 (la morte di Osama) |
| 2025                                                         | Banconote viola (Néza feat. Artie 5ive)                                                                                     | —           |                | Diaspo                      |
| 2025                                                         | Stupida (Niky Savage feat. Artie 5ive)                                                                                      | 48          |                | Rapper                      |
| 2025                                                         | Billionaire Boys (Niky Savage feat. Artie 5ive e Faneto)                                                                    | —           |                | Rapper                      |
| 2025                                                         | 38 (Sadturs e Kiid feat. Rrari Dal Tacco e Artie 5ive)                                                                      | 34          |                | No Regular Music 2          |
| "—" indica una pubblicazione non classificata in quel paese. | |             |                |                             |